# Engelhardie

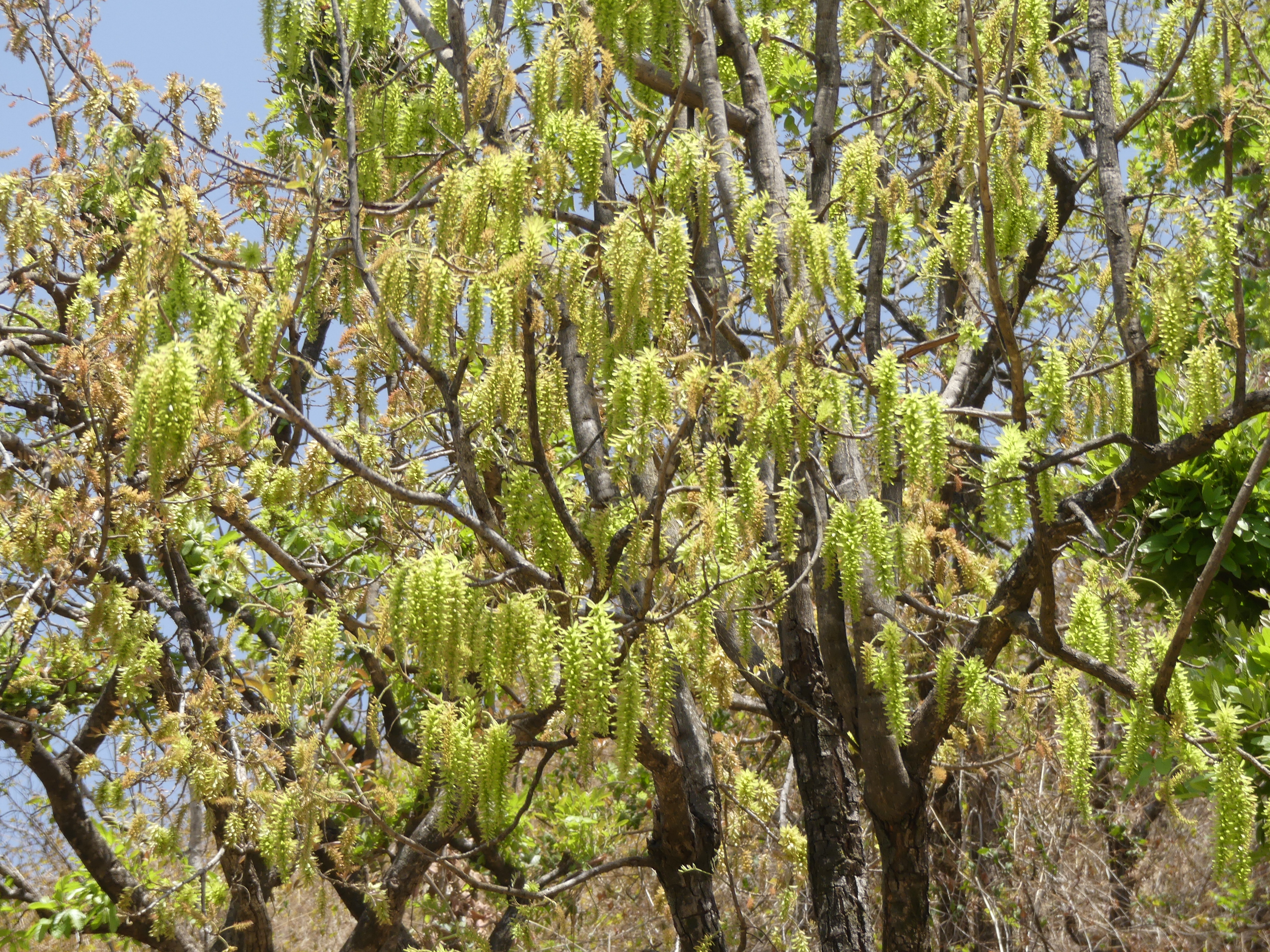
Rozkvetlá Engelhardia spicata

Engelhardie (Engelhardia, v minulosti také Engelhardtia) je rod rostlin z čeledi ořešákovité. Jsou to opadavé nebo stálezelené stromy se střídavými zpeřenými listy a drobnými větrosprašnými květy v jehnědovitých květenstvích. Plodem je oříšek se 3 křídly. Rod zahrnuje 12 druhů a je rozšířen v tropické a subtropické Asii od Himálaje po Novou Guineu.
V období třetihor byly engelhardie hojnou součástí evropské flóry a jejich fosílie jsou nacházeny i v českých podkrušnohorských pánvích.

## Popis
Zástupci rodu engerhardie jsou opadavé, poloopadavé nebo stálezelené, většinou jednodomé stromy. Některé druhy mohou dorůst výšky až 40 metrů. Větévky mají plnou dřeň. Vrcholové pupeny jsou nahé, výhony hustě hnědavě plstnaté. Listy jsou sudozpeřené nebo řidčeji lichozpeřené, složené ze 2 až 14 celokrajných nebo pilovitých lístků, bez palistů. Květy jsou jednopohlavné, podepřené trojlaločným listenem a 2 listenci, uspořádané v hroznech (jehnědách), které mohou být samostatné nebo uspořádané do latovitých květenství. Samčí květy obsahují 3 až 15 tyčinek a mají často redukované okvětí. Samičí květy mají 4 kališní lístky přirostlé k semeníku a jsou podepřené zvětšeným trojlaločným listenem. Plodem je oříšek opatřený 3 křídly (pseudosamara). Plody jsou uspořádány v převislém plodenství.

## Rozšíření
Rod zahrnuje 12 druhů. Je rozšířen výhradně v Asii v oblasti od západního Himálaje přes jižní Čínu a Indočínu po jihovýchodní Asii a Novou Guineu.
Centrum druhové diverzity je na Borneu, kde roste celkem 9 druhů, z toho 3 endemické.
V jihovýchodní Asii rostou engelhardie zejména v horských deštných lesích v nadmořských výškách mezi 1000 a 2000 metry, někdy však rostou i v nížině.

## Ekologické interakce
Květy jsou tak jako u jiných ořešákovitých opylované větrem. Plody jsou křídlaté a rovněž jsou šířeny větrem.

## Prehistorie
Ve třetihorách byly engelhardie rozšířeny i v Evropě a Severní Americe. Jejich fosilní pozůstatky jsou nacházeny i v Sokolovské, Mostecké, Žitavské a Chebské pánvi, kde tyto dřeviny tvořily jednu z důležitých složek lesní vegetace. Z období oligocénu je zde znám druh †Engelhardia orsbergensis, z období pozdního eocénu až časného miocénu †Engelhardia haraldii, z raného miocénu †Engelhardia macroptera. Analýzy pylových záznamů třetihorního stáří z oblasti jihovýchodního Holandska ukázaly, že pyl engelhardií v nich tvoří asi 20 % pylu anemogamních druhů, což svědčí o hojném rozšíření těchto dřevin v dané epoše.

## Taxonomie
Nejblíže příbuznými rody jsou podle výsledků fylogenetických studií rody Oreomunnea a Alfaroa. Tyto 3 rody společně tvoří monofyletickou skupinu.
Rod Oreomunnea byl v minulosti slučován s rodem Engelhardia. Tento rod zahrnuje 4 druhy a je rozšířen v tropické Americe od Mexika po Kolumbii. Odlišuje se mj. vstřícným nebo přeslenitým postavením listů.

## Význam
Hospodářský význam engelhardií je okrajový. Jejich dřevo není příliš kvalitní a má pouze lokální význam. Kůra je v jihovýchodní Asii příležitostně používána při lovu ryb k jejich omámení (tzv. barbasko).